# Карл-Гайнц Ланге
Карл-Гайнц Ланге (нім. Karl-Heinz Lange; 10 лютого 1918, Страсбург — 26 серпня 1944, Біскайська затока) — німецький офіцер-підводник, капітан-лейтенант крігсмаріне. Кавалер Німецького хреста в золоті.

## Біографія
В 1937 році вступив на флот. З 10 липня 1944 року — командир підводного човна U-667. 22 липня вийшов у свій перший і останній похід, під час якого потопив 4 кораблі загальною водотоннажністю 10 000 тонн.
| Дата            | Назва корабля                        | Тип                      | Тоннаж | Вантаж                                                                 | Екіпаж | Загинули | Країна             | Конвой |
| --------------- | ------------------------------------ | ------------------------ | ------ | ---------------------------------------------------------------------- | ------ | -------- | ------------------ | ------ |
| 8 серпень 1944  | Ezra Weston                          | Торговий пароплав        | 7,176  | 5800 тонн армійського вантажу, включаючи вантажівки, кислоту і борошно | 71     | 0        | США                | EBC-66 |
| 8 серпень 1944  | HMCS Regina (K234)                   | Корвет                   | 925    |                                                                        | 96     | 30       | Канада             | EBC-66 |
| 14 серпень 1944 | USS LST-921 (невиправно пошкоджений) | Десантний корабель (LST) | 1,653  | Конструкційна сталь і 18 десантних кораблів LCVP                       | 113    | 43       | США                | EBC-72 |
| 14 серпень 1944 | HMS LCI(L)-99                        | Десантний корабель (LCI) | 246    |                                                                        | ?      | 9        | Британська імперія | EBC-72 |

26 серпня U-667 затонув у Біскайській затоці на захід від Ла-Рошель (46°06′ пн. ш. 01°35′ зх. д.), підірвавшись на міні британського мінного поля Cinnamon. Всі 45 членів екіпажу загинули.

## Звання
- Морський кадет (21 вересня 1937)
- Фенріх-цур-зее (1 травня 1938)
- Лейтенант-цур-зее (1 серпня 1939)
- Оберлейтенант-цур-зее (1 вересня 1941)
- Капітан-лейтенант (1944)

## Нагороди
- Залізний хрест 2-го і 1-го класу
- Нагрудний знак підводника
- Німецький хрест в золоті (25 серпня 1944)